# Xã Washington, Quận Iowa, Iowa
Xã Washington (tiếng Anh: Washington Township) là một xã thuộc quận Iowa, tiểu bang Iowa, Hoa Kỳ. Năm 2010, dân số của xã này là 1.029 người.